# Челищев, Алексей Богданович
Алексей Богданович Челищев (1744—1806) — сенатор (1801) и тайный советник (1798) из рода Челищевых.

## Биография
Его дед Артемий Иванович Челищев был стольником; отец, Богдан Артемьевич Челищев, в 1738—1762 годах служил в лейб-гвардии Преображенском полку и вышел в отставку с чином премьер-майора гвардии; дядя, Любим Артемьевич Челищев, также достиг заметного положения в гвардии (сначала в Преображенском, затем в Семёновском полках), завершив службу с чинами генерал-майора и вместе с тем премьер-майора гвардии.
Челищев был определён в пажи к Высочайшему двору в 13-летнем возрасте в 1757 году. 28 июня 1762 года выпущен в армию с чином поручика, вскоре произведён в штабс-капитаны и 29 октября того же года по личному желанию Екатерины II, на свойственнице которой вскоре женился, переведён из полка генерал-аншефа графа Румянцева в лейб-гвардии Конный полк чином подпоручик. Продолжая службу в конной гвардии, он получил чины поручика, штабс-ротмистра и в 1773 году — ротмистра, а 1 января 1779 года был уволен от военной службы с чином бригадира для определения к статским делам.
Спустя некоторое время он был определён «на место коллежского советника» в контору Вотчинной коллегии (находившейся в Москве) в Санкт-Петербурге, но оставался там очень недолго; затем, после перерыва — «в должность» (то есть исправляющим должность) вице-президента Главного магистрата (возглавляя его контору, действовавшую в Санкт-Петербурге). В 1784 году он ушёл и с этого поста и более не получал никакого определённого назначения вплоть до конца царствования Екатерины II, хотя 21 апреля 1785 года был произведён в действительные статские советники.
Новый этап карьеры Челищева начался после вступления на престол императора Павла I. 27 марта 1798 года Павел I пожаловал пребывавшего не у дел Челищева в тайные советники с одновременным назначением сенатором, присутствующим во Временном межевом департаменте Сената. В следующем году Челищев оказался одним из сенаторов, выбранных для проведения масштабной ревизии губерний Российской империи; при распределении обязанностей между ревизующими сенаторами ему, вместе с сенатором Д. Ф. Козловым, было поручено обследовать Архангельскую, Вологодскую, Ярославскую, Костромскую и Нижегородскую губернии.
Сенатором, присутствующим Межевого департамента Челищев оставался до конца своей жизни, получив за свою службу орден Святой Анны 1-й степени (4 декабря 1799 года).
6 апреля 1806 года он умер в Санкт-Петербурге и был похоронен на Лазаревском кладбище Александро-Невской лавры. Могила Челищева сохранилась до настоящего времени; под одним памятником с ним (установленным детьми Алексея Богдановича) похоронен также князь Михаил Данилович Барятинский, умерший за 3 дня до Челищева (3 апреля 1806 года) на 91-м году жизни.

## Семья
Челищев рано женился (23 января 1763 года) на фрейлине графине Варваре Ивановне Гендриковой (1747—1817), дочери графа Ивана Симоновича Гендрикова, генерал-аншефа, шефа Кавалергардского корпуса, двоюродного брата императрицы Елизаветы Петровны. От этого брака они имели четырёх детей: Петра, Александра (умер в 1822 году в чине полковника), Екатерину (бывшую фрейлиной Высочайшего двора) и Марию.